# Prix Nice-Baie-des-Anges
Le prix Nice Baie des Anges est un prix littéraire annuel, créé en 1996 et « remis lors du Festival du livre de Nice qui se tient au mois de juin sur la promenade des Anglais ».

## Lauréats
- 1996 : Patrick Renaudot (1936-2015) pour CX (Éditions du Rocher)
- 1997 : Raoul Mille pour Le Paradis des Tempêtes (Albin Michel)
- 1998 : Franz-Olivier Giesbert pour Le sieur Dieu (Grasset)
- 1999 : Gérard de Cortanze pour Les Vice-rois (Actes Sud)
- 2000 : Claude Imbert pour Le Tombeau d’Aurélien (Grasset)
- 2001 : Jean-Noël Pancrazi pour Renée Camps (Gallimard)
- 2002 : Paula Jacques pour Gilda Stambouli souffre et se plaint (Mercure de France)
- 2003 : Vénus Khoury-Ghata pour Le moine, l’Ottoman et la femme du Grand Argentier (Actes Sud)
- 2004 : Richard Millet pour Ma vie parmi les ombres (Gallimard)
- 2005 : Eric Fottorino pour Korsakov (Gallimard)
- 2006 : Jean-Paul Enthoven pour La dernière femme (Grasset)
- 2007 : Didier Van Cauwelaert pour Le père adopté (Albin Michel)
- 2008 : 
  - Saphia Azzeddine pour Confidences à Allah (Léo Scheer)
  - René Frégni pour Tu tomberas avec la nuit (Denoël)
- 2009 : Daniel Cordier pour Alias Caracalla (Gallimard)
- 2010 : Laurent Seksik pour Les derniers jours de Stephan Sweig (Flammarion)
- 2011 : Aurélie Hustin de Gubernatis pour Les gardiens du temps (Plon)
- 2012 : Romain Slocombe pour Monsieur le commandant (NiL)
- 2013 : Valérie Tong Cuong pour L’Atelier des Miracles (éd. Lattès)
- 2014 : Sylvain Tesson pour S'abandonner à vivre (éd. Gallimard)
- 2015 : Jérôme Garcin pour Le voyant (éd. Gallimard)
- 2016 : Akli Tadjer pour La Reine du tango (JC Lattès)
- 2017 : Barbara Israël (1970-....) pour Saint salopard (Flammarion)
- 2018 : Jean Siccardi pour L’auberge du gué (Calmann-Lévy)
- 2019 : Daniel Picouly pour Quatre-vingt-dix secondes (Albin Michel)
- 2021 : Jean-Luc Barré pour Le Corps d’origine (Grasset)
- 2022 : 
  - David Foenkinos pour Numéro deux (Gallimard)
  - Thierry Vimal pour Au titre des souffrances endurées (Le Cherche midi)
- 2023 : Philippe Besson pour Ceci n'est pas un fait divers (Julliard)
- 2024 : Camille de Peretti pour L’inconnue du portrait (Calmann-Lévy)
- 2025 : Andreï Makine pour Prisonnier du rêve écarlate (Grasset)